# 约达尼斯
约达尼斯（Jordanes），又译约尔达尼斯、约丹内斯、约尔南德斯等，是6世纪时期拜占庭帝国的一位官员、史学家。
约达尼斯大约在6世纪初的时候出生在达尔马提亚地区，其祖先是阿兰人。他原本是东哥特总司令官Gunthigis Baza的书记。6世纪中叶，拜占庭帝国攻破东哥特，约达尼斯向拜占庭投降，从此成为拜占庭帝国的官员。晚年专注于写史书。著有《罗马史》、《哥特史》。